# Croton poilanei
Espèce
Classification APG III (2009)
Croton poilanei est une espèce de plantes à fleurs du genre Croton et de la famille des Euphorbiaceae, présente en Indochine.